# Hendecasis
Hendecasis é um gênero de mariposa pertencente à família Crambidae.